# Jornadas de Julho
Jornadas de Julho foram uma série de protestos ocorridos em Petrogrado em julho de 1917, conduzidos pelos anarcocomunistas, socialistas revolucionários e bolcheviques, que tinham como objetivo derrubar o Governo Provisório Russo e transferir o poder aos sovietes. Os protestos, motivados pelo agravamento da situação econômica e pela oposição ao reinício das ações militares, se deram em meio a uma crise governamental desencadeada pela demissão dos ministros do Partido Constitucional Democrata (kadetes). As manifestações foram o resultado de um amplo descontentamento popular com as ações do governo de coalizão entre socialistas e liberais e do desejo de que os sovietes tomassem o poder e aplicassem as reformas pedidas pelos trabalhadores.
As manifestações se sucederam ao longo de três dias em que os manifestantes, liderados por socialistas revolucionários de esquerda, anarquistas e bolcheviques, exigiam que o Soviete de Petrogrado tomasse o poder do Governo Provisório para aplicar um programa radical de reformas. A rejeição dos mencheviques — que então lideravam o soviete — em aceitar tal exigência e a falta de uma direção política alternativa fizeram com que os protestos fracassassem. A falta de apoio às manifestações nas províncias e entre os dirigentes do soviete da capital, bem como o apoio de algumas unidades militares de Petrogrado aos dirigentes do soviete após acusações de que Lênin seria conivente com os alemães, permitiu ao soviete pôr um fim nos protestos e que retomasse o controle na capital.
O rechaço da tentativa de um golpe de Estado causou um breve enfraquecimento do partido bolchevique que, no entanto, voltou a crescer com força após o golpe de Kornilov no começo de setembro. O Soviete de Petrogrado, precursor do sistema dos sovietes instaurado após a Revolução de Fevereiro e então controlado pelos moderados, se negou a tomar o poder como exigiam os manifestantes, contribuindo de forma decisiva para o fracasso da intentona. O fracasso dos protestos representaram uma vitória para os defensistas, que ainda tinham apoio majoritário nas províncias; porém, ante a ausência de reformas e a impossibilidade de formar uma nova coalizão para aplicá-las, seu apoio foi diminuindo ao longo do verão e do outono de 1917.

## Antecedentes

### Crise governamental
O acordo entre os ministros enviados a Kiev com os representantes da Rada Central Ucraniana serviu como pretexto para que os ministros do Partido Constitucional Democrata abandonassem o Governo Provisório em 2 de julho. A relação entre os ministros socialistas e os ministros kadetes desde o início era tensa e havia piorado com o tempo, especialmente após a renúncia de Alexander Konovalov em 19 de maio e o assédio a Manuilov, também kadete. Os kadetes estavam descontentes com a incapacidade de seus colegas socialistas em mediar as exigências dos trabalhadores e restaurar a disciplina militar no exército. O desacordo sobre o tratamento à Ucrânia e aos nacionalistas das regiões do antigo império — com o Soviete disposto a fazer certas concessões para os nacionalistas enquanto os kadetes se negavam a resolver tal questão e exigiam sua prorrogação até a reunião da Assembleia Constituinte — representou o pretexto final para a ruptura entre ambas as partes. A demissão dos ministros kadetes resultou em uma nova crise governamental, que parecia levar à formação de um novo Conselho de Ministros exclusivamente socialista, algo desejado pelos bolcheviques porém rejeitado pelos mencheviques. Estes desejavam formar um governo liberal-socialista, mas que excluísse as principais figuras do Partido Constitucional Democrata, o mais importante partido liberal. Os mencheviques haviam tido grandes atritos durante o primeiro governo de coalizão. Para ganhar tempo para poder resolver a crise, Irakli Tsereteli propôs que o Comitê Executivo Central (CEC), eleito no primeiro congresso nacional dos sovietes, tratasse do assunto; dado que sua reunião levaria pelo menos três semanas, sua convocatória dava tempo aos políticos para resolver as possíveis dificuldades de formar um novo Conselho de Ministros. Porém, os planos de Tsereteli foram dificultados pelos acontecimentos inesperados que ocorreram na capital.

### Crise social e econômica
A desilusão com a possibilidade de mudanças, juntamente com a oposição à guerra e a preocupação causada pelo agravamento da crise econômica, foram as principais razões do crescente descontentamento popular, que fez com que alguns grupos, como os operários da cidade e as unidades militares da retaguarda exigissem a transferência do poder ao sovietes para que estes pudessem aplicar as reformas desejadas, melhorando as condições de vida dos operários, camponeses e soldados e pondo um fim na participação russa na guerra.

### A Ofensiva de Kerensky e o descontentamento entre os soldados da guarnição
Ante a Ofensiva de Kerensky – que requisitou os soldados da guarnição para que fossem para a frente de combate, causando grande descontentamento –, organizações bolcheviques pensaram na possibilidade de realizar manifestações armadas contra o Governo Provisório, exigindo a transferência do poder aos sovietes e o início imediato das negociações de paz. Anarquistas e bolcheviques agitavam as tropas contra o governo. O Comitê Central Bolchevique se dividiu em duas posições: uma, encabeçada por Lênin, favorável à convocação dos protestos; outra, encabeçada por Grigori Zinoviev e Lev Kamenev, contrária à convocação das manifestações.
Muitos soldados mais velhos expressaram um profundo descontentamento com o requerimento para participar da nova ofensiva militar, pois haveriam de voltar para a frente de combate após terem voltado para seus lares para participar do plantio, e recusaram-se a voltar para a frente de combate, o que causou tumultos em algumas localidades.

### Convocação de protestos armados e anulação da convocatória

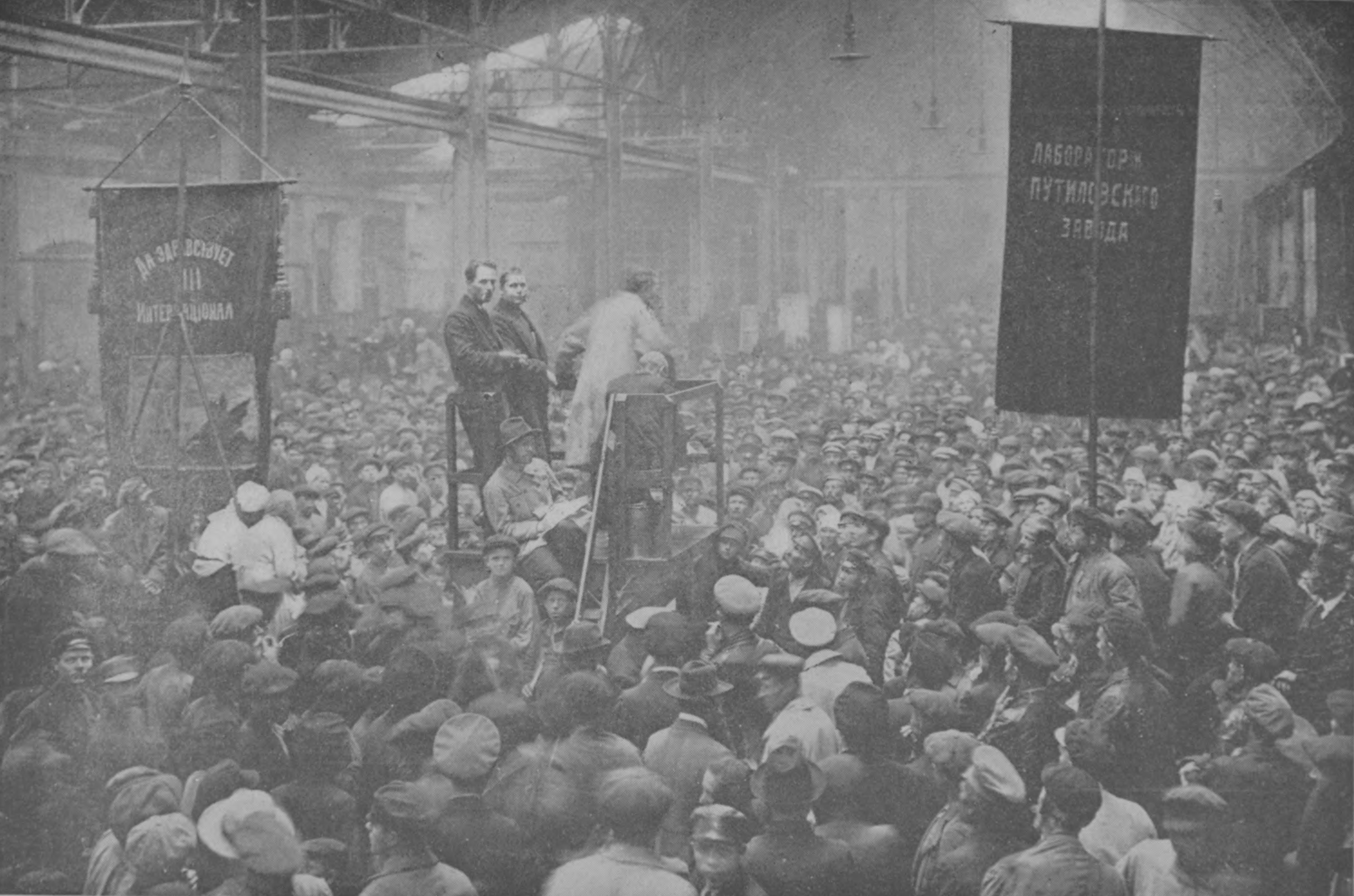
Reunião na fábrica de Putilov, que apoiou majoritariamente a revolta armada contra o Governo Provisório Russo.

A inquietação dos soldados da guarnição ante a possibilidade de uma possível transferência para a frente de combate e o amplo descontentamento popular fizeram com que o Comitê Central Bolchevique se reunisse em 6 de junho e aprovasse a convocação de protestos armados contra o Governo Provisório. Em 9 de junho, chegaram rumores ao Soviete de Petrogrado e ao Governo, que enviou tropas militares às ruas. No dia anterior, o 1.º Congresso Panrusso dos Sovietes havia aprovado majoritariamente o apoio ao governo de Georgy Lvov. No dia seguinte, o Congresso discutiu a convocatória dos bolcheviques, dada através de uma proclamação escrita por Stálin, que convocava os operários e soldados de Petrogrado a manifestarem-se, ao mesmo tempo que o Soviete da cidade enviava delegados às fábricas e aos quartéis para contestar a proclamação e evitar manifestações.
Ante a atitude hostil do Soviete de Petrogrado, a delegação bolchevique fez com que o próprio Lênin voltasse atrás em sua resolução de apoio à convocação dos protestos. Os delegados bolcheviques temiam a possibilidade de serem expulsos do Soviete e ficarem isolados politicamente. Devido à ausência de delegados da Organização Militar e do comitê local – mais favoráveis à convocação – e a mudança de voto de Lênin e de alguns de seus partidários, a convocação dos protestos foi anulada e foram enviados delegados para comunicar a mudança de postura. A anulação da convocatória deixou muitos operários e soldados descontentes.

### Postura do Soviete de Petrogrado
Apesar de haver anulado a convocação às manifestações, as figuras mais favoráveis à colaboração com o Governo Provisório, como Irakli Tsereteli, Nikolai Avksentiev e Alexander Kerensky, defenderam a necessidade de que se desarmassem os bolcheviques, proposta que acabou sendo rejeitada pelo Soviete de Petrogrado. A resolução de Fyodor Dan, mais moderada, de condenar a ação dos bolcheviques e proibir manifestações que não tivessem a autorização do Soviete, recebeu um apoio muito maior. Na mesma reunião, como uma tentativa de conciliação com os bolcheviques e para canalizar o descontentamento de parte da população, o Soviete aprovou a convocação de sua própria manifestação, pacífica e desarmada, para 18 de junho. A manifestação foi organizada em favor da paz sem anexações ou indenizações, da autodeterminação dos povos e da unidade do movimento revolucionário. A presidência defensista do Soviete de Petrogrado desejava utilizar a manifestação para demonstrar o apoio popular à coalizão socialista-liberal governante e à ofensiva militar.
Os bolcheviques aproveitaram os dias anteriores à manifestação para realizar uma grande campanha, com o objetivo de difundir seus ideais entre os soldados e trabalhadores, e encontraram grande apoio nas fábricas e nos quartéis. Bolcheviques, anarquistas e socialistas revolucionários empregaram os seus esforços na tentativa de converter a manifestação convocada pelo Soviete de Petrogrado em uma manifestação contra a guerra e o governo e em favor da transferência do poder aos sovietes.

### A manifestação de 18 de junho e a ofensiva militar

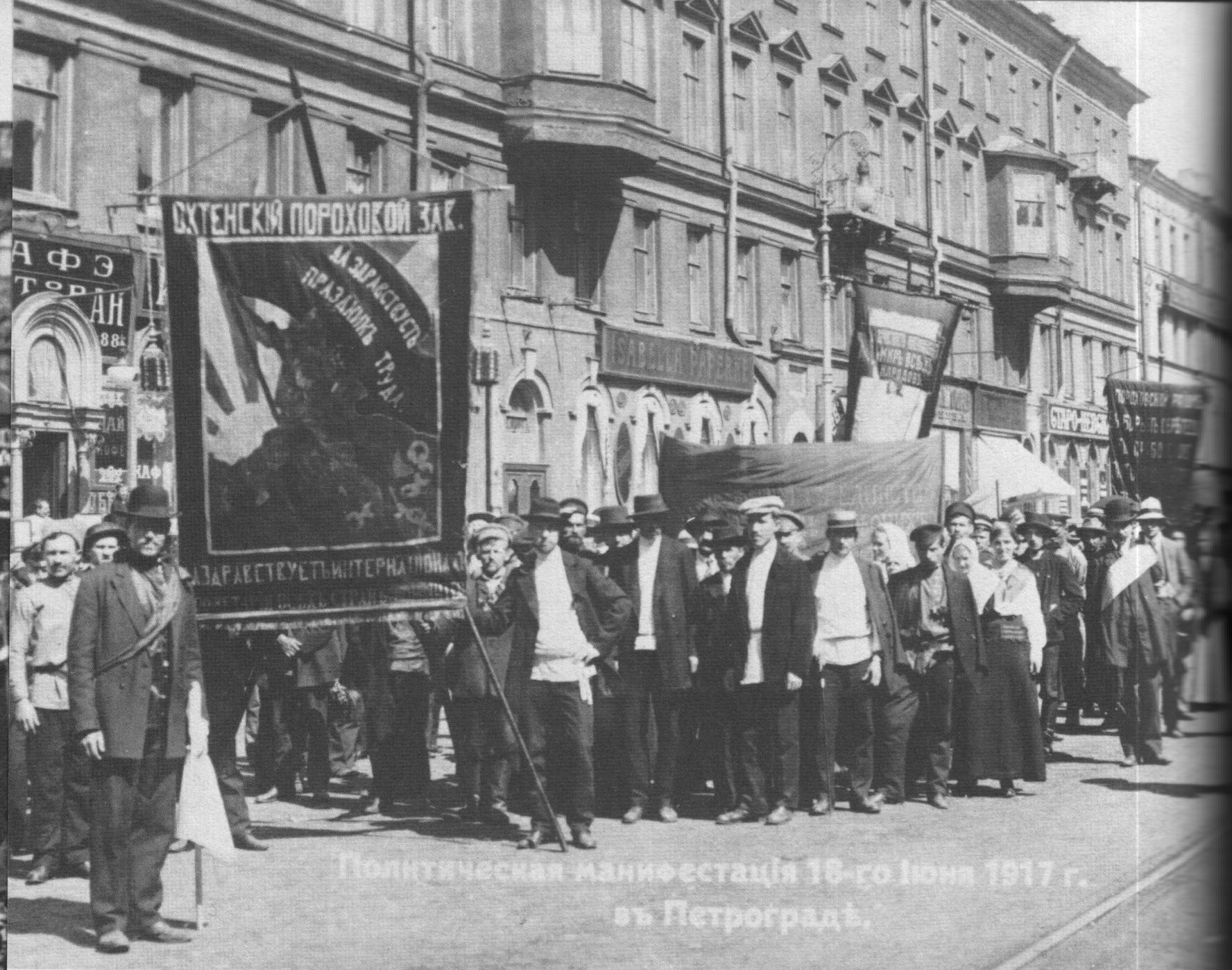
Manifestantes tomaram as ruas de Petrogrado em 18 de junho, demonstrando um claro descontentamento com o Governo Provisório.

A manifestação foi bem sucedida, contando com mais de 400 000 participantes, porém, ao invés de demonstrar o apoio à posição política do Soviete de Petrogrado e ao Governo Provisório, demonstrou claramente a força das reivindicações dos anarquistas, bolcheviques e socialistas revolucionários. A manifestação, inicialmente convocada para reforçar uma postura favorável ao Governo Provisório e a coalizão entre socialistas e liberais, foi na realidade uma expressão do descontentamento popular com estes e do desejo de transferir o poder aos sovietes.
No mesmo dia da manifestação, deu-se a última ofensiva do exército russo na guerra, a Ofensiva de Kerensky, que após alguns êxitos iniciais, mostrou a desorganização do exército e a oposição dos soldados em continuar combatendo. O êxito inicial em poucos dias se tornou um fracasso militar e político, que afundou o programa defensista e agravou a crise governamental.
Apesar da aparente força das reivindicações dos bolcheviques e anarquistas, em 20 de junho Lênin se mostrou contrário a uma tentativa de tomar o poder prematuramente sem antes contar com uma maioria nos sovietes. Para ele, sem uma maioria nos sovietes, a tomada do poder levada a cabo por esses grupos seria precipitada e efêmera. Lênin acreditava que, devido ao crescente descontentamento com o Governo Provisório, que tomou proporções ainda maiores após a Ofensiva de Kerensky, a transferência do poder aos sovietes seria inevitável e por isso o objetivo do partido no momento não deveria ser a tomada do poder, e sim a garantia do controle nos sovietes.

### Aumento das tensões na capital
Por outro lado, aumentavam as tensões entre o governo e os anarquistas em Durnovo, no distrito de Viborg. Em 5 de junho, os libertários haviam tomado a sede de um jornal direitista, do qual haviam sido expulsos. Esta ação fez com que Pereverzev, ministro da justiça, exigisse com que eles abandonassem a sede do jornal. Os anarquistas solicitaram o apoio dos trabalhadores e 28 fábricas entraram em greve e houve manifestações armadas em favor dos anarquistas em vários distritos operários. O Soviete de Petrogrado teve que mediar entre as partes para aliviar a tensão. A repressão aos anarquistas, ocorrida na noite seguinte à manifestação convocada pelo soviete, gerou ainda mais hostilidade com a coalizão governamental por parte dos trabalhadores do distrito. Tal ocorrência, juntamente com o pedido de moderação de Skobelev, ministro do trabalho, em 28 de junho, deu-se em um momento em que a situação econômica piorava e os conflitos laborais cresciam. Além disso, o começo da ofensiva militar de Kerensky, no mesmo dia da manifestação ocorrida em Petrogrado, acelerou o processo de radicalização dos partidários do poder soviético nas semanas que se seguiram à grande manifestação na capital e precederam a eclosão dos protestos de julho.
Em 22 de junho, os delegados bolcheviques do CEC haviam advertido para a possibilidade de grandes manifestações que provavelmente teriam início com protestos dos operários da fábrica de Putilov. No dia seguinte, delegados de 73 fábricas, reunidos na Putilov, aprovaram uma resolução exigindo o aumento dos salários para compensar a inflação e, considerando que apenas isso não seria suficiente, exigiam também a tomada do controle da produção e que o poder político fosse transferido aos sovietes.

## Desenrolar

### Planos de insurreição
A situação entre os soldados da guarnição era de extrema tensão. Eles se mostravam totalmente contrários à sua transferência para a frente de combate. Durante os primeiros dias da investida russa contra os Impérios Centrais, só graças à intensa atividade do Soviete de Petrogrado e dos delegados bolcheviques é que se conseguiu evitar uma revolta e o Soviete teve grandes dificuldades na transferência de alguns homens da cidade na frente de combate.
Algumas unidades de soldados se mostraram dispostas a se manifestarem por sua conta contra o governo. Anarquistas, bolcheviques e socialistas revolucionários de esquerda mais próximos aos operários e soldados estavam cada mais convencidos de que já contavam com a força necessária para derrubar o Governo Provisório. A Organização Militar Bolchevique, ao se inteirar de tais planos, comunicou ao comitê central do partido em 2 de julho uma resolução que proibia qualquer intervenção do partido em sua organização. Esta ordem foi acatada em teoria porém desobedecida na prática, alentando os agitadores da Organização Militar.

### 3 de julho
No dia seguinte, a principal unidade disposta a se sublevar, o 1.º Regimento de Metralhadoras, enviou delegados às demais unidades militares da capital e às fábricas para procurar o apoio dos soldados e trabalhadores para sua manifestação armada, que tinha como objetivo a derrubada do Governo Provisório e a transferência do poder aos sovietes. Já haviam se registrado agitações nesta unidade desde 18 de fevereiro, quando esta recebeu ordens de passar para a frente de combate. Os esforços dos delegados da Organização Militar Bolchevique para convencer a unidade a desistir do levante fracassaram.

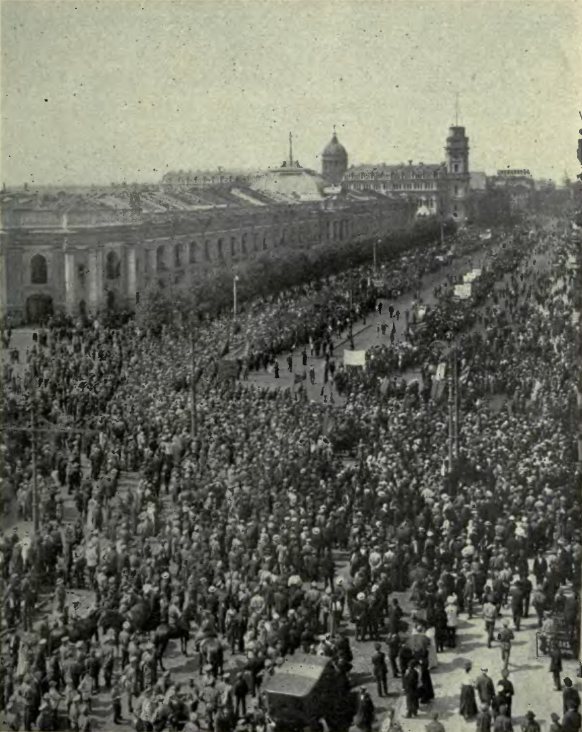
Manifestantes na avenida Nevsky Prospekt durante os protestos de julho

Algumas unidades mostraram apoio aos soldados sublevados, enquanto outras se limitaram a expressar suas intenções de permanecerem neutras ou se negaram a participar dos protestos. Entretanto, a unidade sublevada conseguiu o apoio de um grande número de operários, entre eles mais de 30 000 trabalhadores da fábrica Putilov — especialmente hostis ao Governo, por conta de uma disputa laboral que já completava mais de um mês sem solução — e também de 10 000 marinheiros da base naval de Kronstadt, que se uniram aos protestos ainda na tarde de 3 de julho. Apesar das tentativas de alguns dos mais populares dirigentes bolcheviques da base naval, os marinheiros de Kronstadt decidiram apoiar os protestos em Petrogrado, influenciados pelos delegados do 1º Regimento de Metralhadoras e de alguns anarquistas da capital.
Durante a tarde, ante o aumento do movimento, as organizações bolcheviques pressionaram o comitê central para apoiá-lo antes que este se tornasse um levante armado, o qual os bolcheviques não teriam como controlar. Durante o dia todo, a organização militar do partido havia tentado deter os protestos. Quando parecia que esta havia conseguido convencer os soldados das unidades mais exaltadas, ao final da tarde chegou a notícia de que vários regimentos militares se dirigiam à sede do partido. As últimas tentativas no sentido de fazer com que os soldados voltassem aos seus quartéis fracassaram. No começo da noite, os soldados sublevados já controlavam a estação Finlândia e as pontes ao norte da capital e caminhões armados percorriam a avenida Nevsky Prospekt. Milhares de manifestantes se dirigiam ao centro da cidade.
A postura da direção do partido bolchevique ainda era incerta quando soldados de várias unidades sublevadas e milhares de trabalhadores se dirigiram à sede do partido, próxima a Fortaleza de São Pedro e São Paulo, reclamando por apoio aos protestos. Os bolcheviques decidiram então dirigir a multidão ao Palácio Tauride, sede do Soviete de Petrogrado, para apresentar as exigências dos manifestantes: a derrubada do Governo Provisório e a transferência do poder aos sovietes. Incapazes de conter os protestos, os dirigentes bolcheviques decidiram apoiar as manifestações, quando parte da base do partido já havia se unido aos manifestantes. Enquanto foi decidido tentar dirigir os protestos como uma "expressão pacífica e organizada da vontade dos operários, soldados e camponeses" e transferir o poder aos sovietes, o comitê central exigiu o regresso urgente de Lênin à capital; ele se encontrava de férias na Finlândia.
Durante a noite, os manifestantes que se dirigiam a sede do Soviete de Petrogrado pela avenida Nevsky Prospekt se envolveram em tiroteios com forças de direita; por volta da meia noite chegaram ao palácio, onde se reuniram os 30 000 operários da fábrica Putilov duas horas mais tarde. Os manifestantes carregavam cartazes exigindo a demissão dos "ministros capitalistas" e a transferência de poder político para os sovietes. Eles desejavam a demissão dos ministros liberais e já não acreditavam que os socialistas poderiam controlá-los, como haviam acreditado quando apoiaram o ingresso destes no Conselho de Ministros, e os culpalvam pela impopular política bélica e econômica adotada pelo governo. Mais do que uma mudança na composição do governo, os manifestantes desejavam também a aplicação imediata das reformas prometidas durante a Revolução de Fevereiro.
Os comitês executivos do soviete estavam tratanto da crise governamental quando receberam as notícias sobre as revoltas; Stálin declarou que os bolcheviques não tinham qualquer envolvimento com os protestos, afirmação que foi recebida com desconfiança. Finalmente, depois de aprovada uma resolução que proclamava ao povo para que não se manifestasse, a sessão foi encerrada. Quando esta foi retomada após a meia noite, a sede do soviete se encontrava por cerca de 70 000 manifestantes e desprovido de qualquer proteção, já que os regimentos da guarnição se negaram a enviar tropas. Os manifestantes exigiam enfurecidos a transferência do poder aos sovietes. Os dirigentes do Soviete de Petrogrado, porém, se negaram a aceitar tal exigência. Os bolcheviques, no entanto, haviam conseguido fazer com que a seção operária do soviete aprovasse uma resolução favorável à formação de um governo soviético. Os manifestantes acreditavam que suas reivindicações poderiam ser atendidas pelos próprios dirigentes moderados do soviete, que se opunham à tomada do poder e defendiam a coalizão entre socialistas e liberais. Os manifestantes reunidos em frente ao soviete acreditavam que poderiam persuadi-los e fazê-los acabar com a coalizão com os liberais e transferir o poder político aos sovietes. A relutância das massas em retirar seu apoio aos dirigentes do Soviete de Petrogrado e a rechaço destes às exigências dos manifestantes geraram uma grande tensão, além de uma crescente frustração entre as massas em relação aos dirigentes do soviete, que não foram capazes de conter os protestos ou de fazer com que seus apelos fossem obedecidos.
As tentativas de alguns dirigentes do Soviete de Petrogrado de dispersar a manifestação fracassaram e a multidão apresentou suas exigências ao soviete, aplaudindo os oradores bolcheviques. Os soldados mais radicais e os anarquistas haviam confiado a liderança do movimento aos bolcheviques, que decidiram não realizar um golpe contra o soviete, mesmo que este estivesse relutante em aceitar as demandas populares. Por volta do amanhecer de 4 de julho, os manifestantes, cansados e famintos, começaram a voltar para os seus lares, com a intenção de voltarem para as ruas mais tarde e continuarem os protestos até conquistarem suas demandas.

### 4 de julho

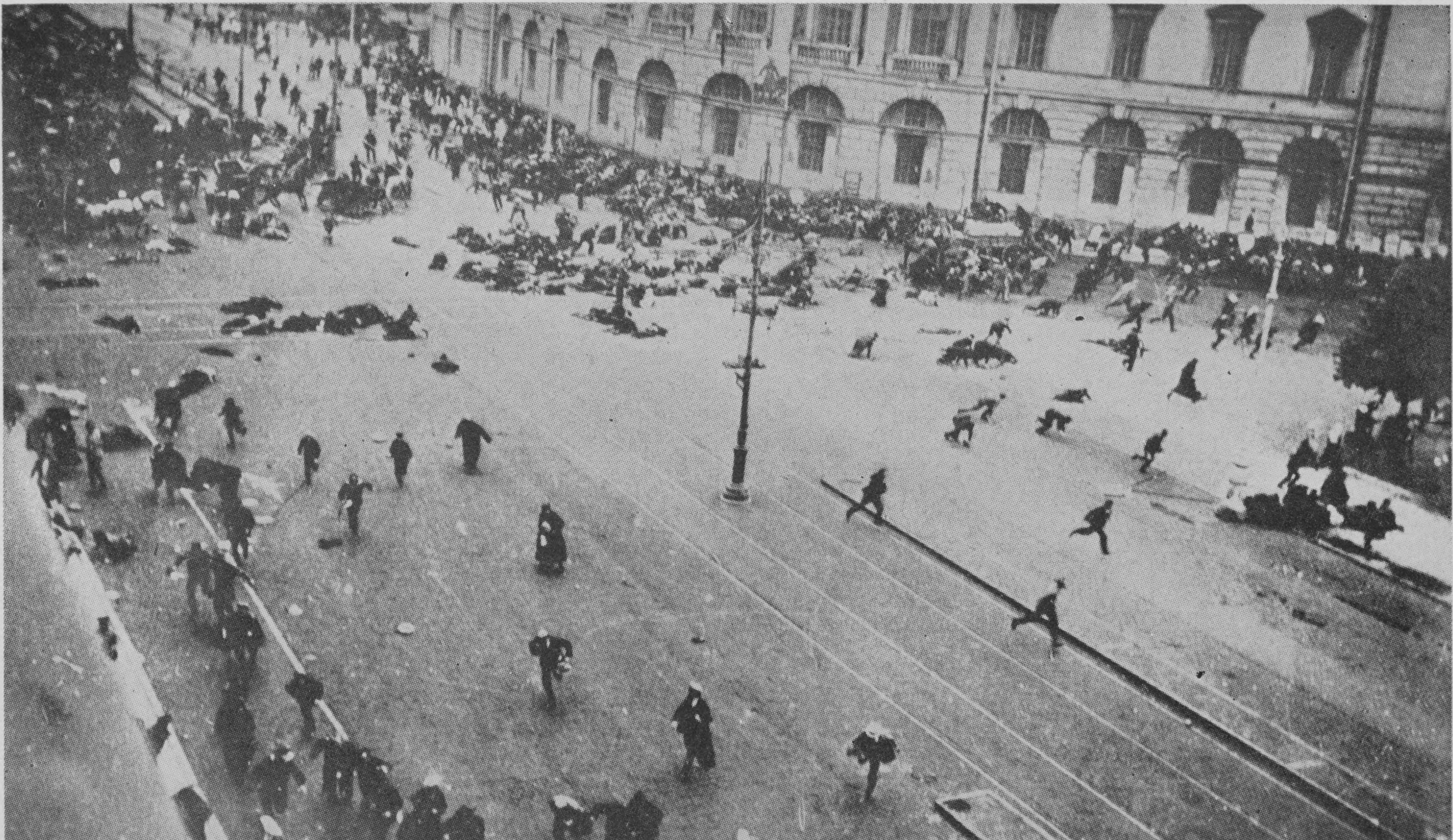
Manifestantes debandando após tiroteio ocorrido durante os protestos do dia 4 de julho. Durante os conflitos ocorridos durante as manifestações de julho, houve cerca de 400 mortes.

Na manhã do dia seguinte, Petrogrado continuou parada em função dos protestos: o comércio se encontrava fechado; o transporte público paralisado e os operários da cidade se juntaram aos protestos ou não foram trabalhar. Unidades armadas rondavam o centro da cidade desde as primeiras horas da manhã. A Organização Militar Bolchevique havia passado a noite planejando os protestos, sem descartar a possibilidade de um golpe contra o Governo Provisório. O comitê central bolchevique havia chamado uma manifestação organizada e pacífica em favor da transferência do poder aos sovietes. Os protestos, porém, não foram organizados e nem pacíficos. De sua parte, os apelos dos dirigentes socialistas moderados do Soviete de Petrogrado para que cessassem os protestos não foram atendidos.
Soldados e operários se concentraram na sede do partido bolchevique para receber instruções para os protestos enquanto os agitadores bolcheviques competiam com delegados do Soviete para ganhar apoio. Cerca de 20 000 marinheiros da base naval de Kronstadt, que chegaram à capital pela manhã, ouviram um discurso cauteloso de Lênin que, apesar de apoiar os protestos, pedia moderação; o dirigente bolchevique acreditava que aquele não era o momento de tomar o poder, ainda que acreditasse que esse momento chegaria "antes do final de outono".
Apesar do sucesso dos protestos em favor de um governo soviético, o apoio às manifestações começou a decair: as unidades da guarnição que haviam negado apoio aos protestos continuavam mantendo a mesma postura, e algumas das que haviam apoiado as manifestações no dia anterior hesitaram em continuar adotando tal atitude. O apoio militar ao Soviete de Petrogrado e ao Governo Provisório eram, entretanto, nulos. As unidades que não haviam se sublevado se declararam neutras e não mostraram nenhuma intenção de acudir ao governo, cujos ministros se encontravam reunidos, sem defesa alguma, no apartamento do primeiro ministro Lvov.
Os ministros do governo, sem nenhum apoio nas fábricas ou na guarnição, se refugiaram no Estado Maior do Exército. As tentativas dos comandantes do distrito militar de usar as unidades não sublevadas contra os manifestantes haviam fracassado. O governo contava apenas com alguns destacamentos de cossacos para proteger o Palácio de Inverno e a sede do Estado Maior.
Após o meio-dia, os manifestantes voltaram a se concentrar na sede do Soviete de Petrogrado. Novamente, houve tiroteios entre manifestantes e forças de direita no centro da cidade. Os conflitos armados se sucederam ao longo do dia, deles resultando cerca de 400 baixas. Cerca de 60 000 manifestantes cercaram o Palácio Tauride. Em uma tentativa de acabar com o protesto, o soviete enviou o dirigente socialista revolucionário e ministro da agricultura Victor Chernov para tentar convencer os manifestantes, que o receberam com hostilidade e o detiveram. A rápida intervenção de Trótski, que gozava da confiança dos marinheiros, conseguiu libertar Chernov.
Ante os enfrentamentos, a ameaça crescente de um golpe de Estado, a radicalização dos manifestantes e a falta de apoio da guarnição, o Soviete de Petrogrado aprovou a transferência das tropas que se encontravam na frente de combate para reprimir os protestos na cidade. Entretanto, as tropas não chegariam à cidade até o início da noite. A cidade estava à mercê dos manifestantes, que poderiam deter tanto o Conselho de Ministros como os dirigentes soviéticos com facilidade. Estes seguiam rechaçando as exigências dos manifestantes, e os consideravam exaltados por conta da agitação dos bolcheviques. Acreditando que a radicalização dos manifestantes se deu por conta das ações dos agitadores bolcheviques, e não por conta de um descontentamento legítimo, e também temendo que os protestos se espalhassem pelo resto do país, os dirigentes dos sovietes não mudaram sua política e reforçaram sua convicção sobre a necessidade de manter uma aliança com as forças da burguesia.
Enquanto isso, durante a tarde, o ministro da justiça, Pereverzev, sem consultar o Soviete de Petrogrado, decidiu publicar uma investigação levada a cabo pelo governo sobre a possibilidade de que Lênin estivesse trabalhando para os alemães. A investigação se encontrava ainda incompleta e os indícios em favor desta tese se baseavam em testemunhos muito duvidosos, porém o ministro decidiu levar os dados à imprensa para tentar enfraquecer os bolcheviques e ganhar o apoio dos regimentos da capital que não haviam apoiado a revolta. Sua ação surtiu efeito, e várias unidades foram postas a caminho do Palácio Tauride.
As discussões continuavam na sede do soviete, que foi ocupada pela multidão, sem que isto tenha interrompido o debate. Ao passar da meia noite e com a maioria dos delegados opostos à derrubada do Governo Provisóiro e à transferência do poder aos sovietes, chegaram as tropas leais aos dirigentes soviéticos, para alívio da maioria dos delegados.

### 5 de julho
Após o alvoroço causado pela chegada das tropas favoráveis ao Governo Provisório, os comitês executivos aprovaram a resolução dos defensistas, apresentada pelo socialista revolucionário Avram Gots, que reconhecia a autoridade do governo formado pelos novos ministros que haviam substituído os kadetes e adiou os debates sobre a formação de um novo Conselho de Ministro até a reunião plenária do CEC, que deveria ocorrer duas semanas mais tarde. A resolução, acordada entre os líderes defensistas antes da eclosão dos protestos, permitiu que estes dispusessem de mais tempo para recompor a aliança com a burguesia, que se sentia lesada após a demissão dos ministros kadetes, e também serviu para tentar acabar com os distúrbios causados nos últimos dias pelos protestos.
A crescente indignação de parte da população por conta da acusação feita contra Lênin, a iminente chegada das tropas da frente de combate, o apoio de parte da guarnição às autoridades e a desmoralização de uma parte considerável dos manifestantes reforçaram a postura do Soviete de Petrogrado e do Governo Provisório na madrugada de 5 de julho.
Ante a crescente oposição às manifestações, o partido bolchevique, que havia fomentado e apoiado os protestos a tal ponto que não poderia se retirar das manifestações sem sofrer prejuízos, teve que optar entre uma tentativa um golpe contra o Governo Provisório ou persuadir os manifestantes para cessarem os protestos o quanto antes. O jornal Pravda anunciou que as greves e manifestações previstas para o dia 5 de julho haviam sido desconvocadas; a maioria dos marinheiros, principal força de apoio aos manifestantes, haviam regressado à Kronstadt na noite anterior.
As manifestações começaram a ser reprimidas com violência pelos partidários do Governo Provisório. Nas primeiras horas da manhã, um oficial encarregado de um destacamento arrasou os escritórios do jornal Pravda. Por volta do meio dia, as tropas leais ao Soviete de Petrogrado e ao governo já controlavam a maior parte da cidade, com exceção dos bairros operários; o ambiente na capital havia se tornado perigoso para os agitadores bolcheviques e a possibilidade de uma contrarrevolução alarmou até mesmo os socialistas moderados.
Pela tarde, começaram as negociações entre as partes; as forças leais exigiam a rendição dos manifestantes, o que não ocorreu. Um acordo preliminar entre os representantes do Soviete de Petrogrado e dos bolcheviques que limitava as represálias e garantia o desarmamento dos insurretos foi descumprido durante o período da noite. A maioria dos marinheiros de Kronstadt voltaram para a base naval sem problemas, restando apenas algumas forças para defender a sede do partido bolchevique e a Fortaleza de São Pedro e São Paulo.

### Repressão
Apesar dos rumores sobre a relutância dos bolcheviques em resistir às tropas leais ao Soviete de Petrogrado e ao Governo Provisório, o comando do distrito militar decidiu pôr em curso uma grande operação militar para tomar à força as áreas ainda que ainda estavam sob controle bolchevique. As operações começaram na madrugada de 6 de julho; a Fortaleza de São Pedro e São Paulo e a sede do partido foram isoladas.
No período da manhã, os bolcheviques receberam um ultimato exigindo sua rendição e se refugiaram na fortaleza. As forças governamentais ocuparam a sede do partido logo depois, sem encontrar resistência. Até o meio dia, as negociações entre as partes resultaram na rendição dos bolcheviques. Nas províncias houve pouco apoio às manifestações desde o início e ocorreram incidentes em poucas cidades.
Após o fim das manifestações, foi emitido um mandado de prisão contra Lênin, Zinoviev e Kamenev. Diante a impossibilidade de receberem um julgamento imparcial, Lênin e Zinoviev decidiram passar para a clandestinidade. Lênin partiu para Helsinque e retornou para Vyborg pouco antes da Revolução de Outubro.

## Consequências
Após o fim dos protestos, os dirigentes mencheviques enfatizaram sua oposicão à formação de um governo exclusivamente socialista, como haviam reivindicado os manifestantes. Na opinião dos dirigentes mencheviques, a formação de um poder soviético poderia levar a Rússia a um conflito armado entre os socialistas e a burguesia que resultaria no triunfo da contrarrevolução. Para os mencheviques, o atraso social, político e econômico da Rússia impediria o sucesso de um governo exclusivamente socialista. Os socialistas moderados sustentaram, portanto, a necessidade de realizar uma nova coalizão com os representantes da burguesia para manter o sistema democrático e evitar conflitos civis.
As manifestações, enormes mas desorganizadas e sem nenhuma direção política, falharam em seu objetivo de implantar um governo soviético ante a negativa dos dirigentes socialistas moderados do Soviete de Petrogrado em tomar o poder e a ausência de uma direção política alternativa dentro do soviete. Os protestos foram a expressão do descontentamento popular e do desejo da formação de um governo exclusivamente socialista que aplicasse um programa de reformas radicais que incluísse a saída da Rússia da guerra, mudanças no programa econômico e a solução dos graves problemas que assolavam o país. Os bolcheviques se viram forçados a participar dos protestos por conta de um descontentamento popular que não podiam controlar. Para uma parte cada vez maior da população, a coalizão com as forças da burguesia havia fracassado por não satisfazer seus anseios por reformas fundamentais. A dificuldade dos socialistas moderados que participavam do governo em aplicar tais reformas fizeram com que seu prestígio entre as massas fosse diminuindo. A posição dos bolcheviques como principais opositores ao Governo Provisório fizeram com que, tanto o governo como os socialistas moderados, apenas criticassem o partido de Lênin e acusassem os bolcheviques de ter causado os protestos, ignorando o descontentamento popular e o desejo cada vez maior de que se formasse um governo soviético. Nas províncias, onde o apoio ao Governo Provisório e à coalizão com os liberais era maior, a população começou a demonstrar seu descontentamento nas semanas seguintes aos protestos ocorridos na capital, atitude que foi subestimada pelos socialistas moderados.
Por sua vez, as classes médias e altas reagiram aos protestos de julho endurecendo sua posição e negando cada vez mais a realização de novas concessões políticas ou econômicas, o que complicou ainda mais as relações entre socialistas e burgueses. As forças da burguesia então começaram a alimentar uma enorme confiança, que viria a desaparecer após o fracasso do golpe de Kornilov.
As medidas repressivas do novo governo encabeçado por Alexander Kerensky foram limitadas e ineficazes, não conseguindo reestabelecer a ordem totalmente. O envio das unidades da guarnição que tiveram maior envolvimento nos protestos à frente de combate se deu apenas parcialmente e a população não foi desarmada. Ante a ameaça de golpe de Lavr Kornilov no início de setembro, o próprio Soviete de Petrogrado se viu obrigado a distribuir armas aos civis. Algumas medidas foram tomadas em vão, como as tentativas de dissolver o partido bolchevique e suas organizações dependentes, apesar da prisão de alguns de seus dirigentes. A perda do apoio dos operários e camponeses aos bolcheviques foi efêmera, ainda que intensa.
O partido bolchevique decidiu, no dia 6 de julho, não passar para a clandestinidade e continuar suas atividades legalmente, ainda que tenham ocultado Lênin e Zinoviev, que estavam sendo procurados pelo governo. Outros dirigentes bolcheviques considerados culpados pela revolta, como Kamenev e Trótski, foram presos nos dias seguintes à repressão. Cerca de duzentas pessoas foram acusadas formalmente pelo governo de haver instigado os protestos; algumas foram libertadas durante o golpe de Kornilov e outras durante a Revolução de Outubro. Nenhuma delas chegou a ser julgada. O desgaste dos bolcheviques parecia evidente, com a fuga de parte dos dirigentes, a prisão de outros, a hostilidade por parte de outras correntes socialistas e a estagnação no número de filiações ao partido. No começo de setembro, porém, quando se deu o fracassado golpe de Estado de Kornilov, o partido de Lênin havia se recuperado completamente do fracasso das manifestações de julho. Em 31 de agosto, os bolcheviques haviam conseguido a maioria no Soviete de Petrogrado e logo depois Lênin passou a exigir a tomada imediata do poder, enquanto a Organização Militar Bolchevique, temerosa em repetir o fracasso de julho, defendia que o golpe fosse preparado de forma minuciosa.